# Primera batalla del Aisne
La Primera Batalla del Aisne (en francés: 1ère Bataille de l'Aisne) fue la siguiente ofensiva aliada contra el ala derecha del Primer Ejército alemán (liderado por Alexander von Kluck) y el Segundo Ejército (liderado por Karl von Bülow) que se había detenido en las orillas del Aisne después de su retirada de la Primera Batalla del Marne a principios de septiembre de 1914. 
El 13 de septiembre, tras la derrota franco-británica y la estabilización del frente, los alemanes se retiraron a las alturas del Aisne: así comenzó la guerra de trincheras. La ofensiva se desplazó hacia el oeste, dando lugar a una serie de acciones rotatorias, y luego hacia el norte, lo que empujó a las fuerzas rivales a las costas del Mar del Norte a partir de octubre: esto fue conocido como « La Carrera hacia el Mar».

## Defensas alemanas

### 12-15 de septiembre:
Cuando los alemanes decidieron encarar a los aliados que los perseguían el 13 de septiembre los alemanes ocupaban una de las posiciones más formidables del frente occidental. Entre Compiègne y Berry-au-Bac, el río Aisne serpentea hacia el oeste y tiene unos 30 m de ancho y entre 3,7 y 4,6 m de profundidad. El terreno bajo se extiende 1,6 km a cada lado, elevándose abruptamente hasta una línea de acantilados escarpados de 91 a 122 m de altura, para luego nivelarse suavemente hasta formar una meseta. 
Los alemanes se asentaron en la ladera norte más alta (3,2 km) más allá de la cima. Tras un denso matorral que cubría el frente y la ladera. Los cultivos bajos en la campiña sin cercar no ofrecían ninguna cobertura natural a los aliados. Senderos estrechos y profundos cortaban la escarpa en ángulos rectos, exponiendo a cualquier infiltrado a un peligro extremo. Las fuerzas en la meseta norte dominaban un amplio campo de tiro.

## Batalla

#### 13-15 de septiembre:
En medio de una densa niebla la noche del 13 de septiembre, la mayor parte de la Fuerza Expedicionaria Británica (BEF por sus iniciales en ingles) cruzó el Aisne sobre pontones o puentes parcialmente demolidos, desembarcando en Bourg-et-Comin a la derecha y en Venizel a la izquierda. En Chivres-Val, al este de Venizel, había una escarpadura que los alemanes habían elegido como su posición más fuerte. 

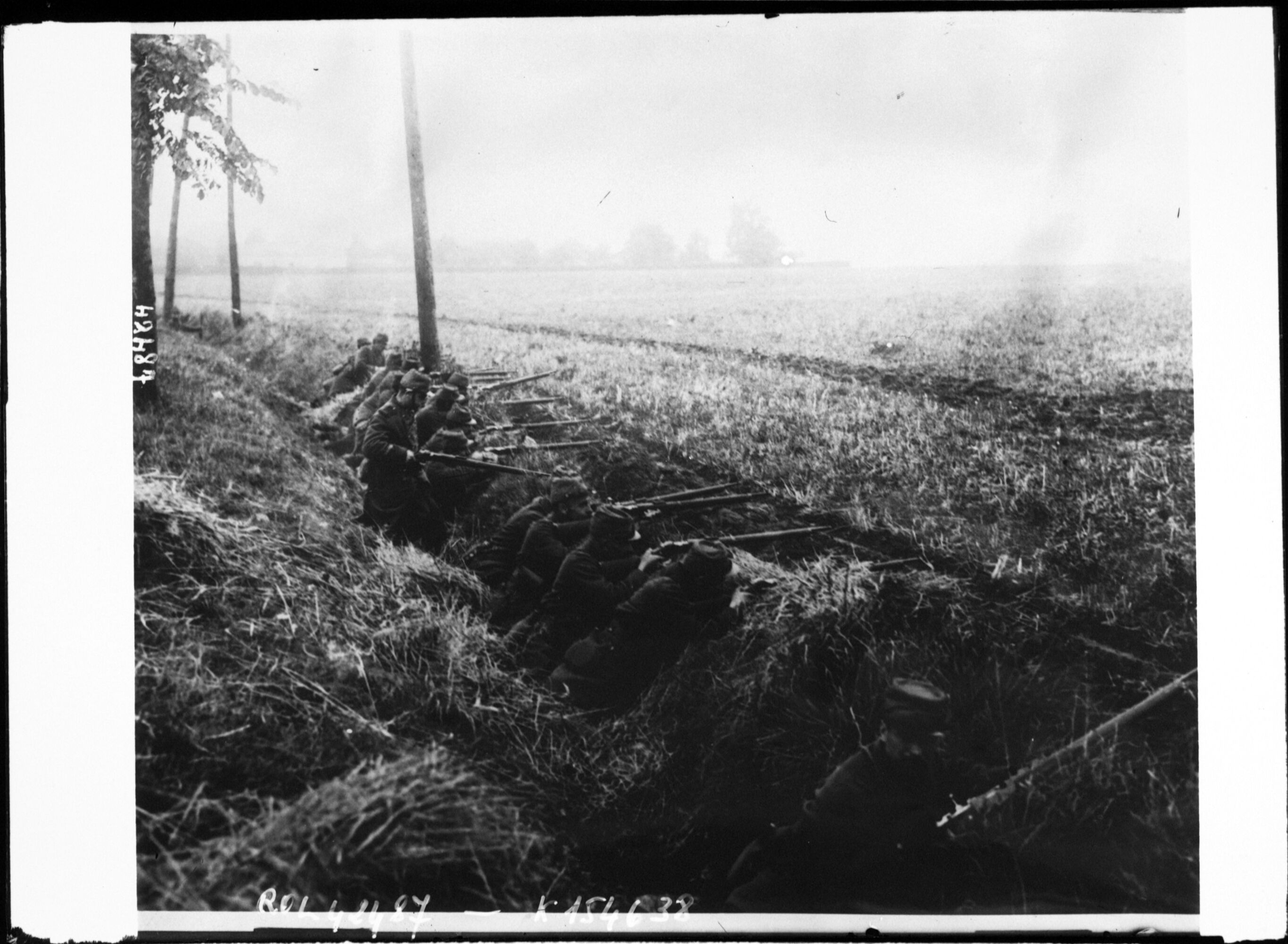
Tropas aliadas en una trinchera poca profunda

El Quinto Ejército francés cruzó el Aisne en Berry-au-Bac y capturó el extremo oriental del Chemin des Dames, una empinada cresta que debe su nombre al camino real de diligencias que Luis XV había construido para sus hijas. Se estableció contacto a lo largo de todo el frente. 

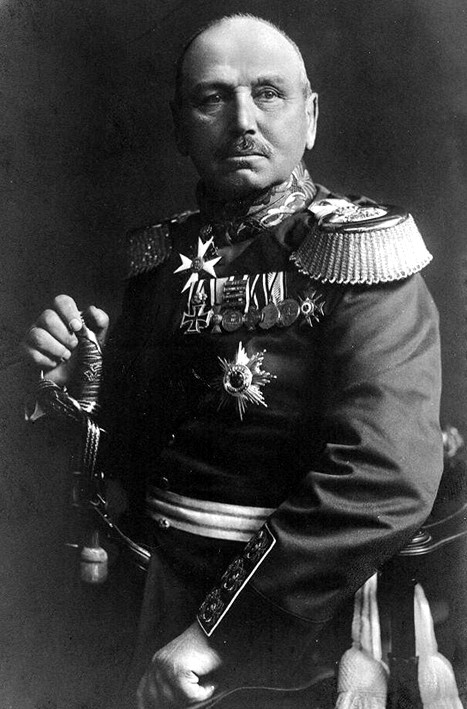
Alexander von Kluck

Al este del Chemin des Dames, los  4.º, 5.º y 9.º ejércitos franceses apenas lograron avances más allá de las posiciones alcanzadas el 13 de septiembre. Bajo la espesa capa de niebla nocturna, la BEF avanzó por los estrechos senderos hacia la meseta. Cuando la niebla se evaporó bajo el brillante sol matutino, fueron atacados sin piedad por el fuego desde su flanco. Aquellos que quedaron atrapados en el valle sin el velo protector de la niebla no tuvieron mejor suerte.
Pronto se hizo evidente que ninguno de los bandos podía hacer ceder al otro y dado que ninguno optó por retirarse, el impasse se convirtió en un estancamiento, lo que encerraría a los ejércitos en una franja relativamente estrecha durante los siguientes cuatro años. El 14 de septiembre, Sir John French ordenó a toda la Fuerza Expedicionaria Británica (BEF) atrincherarse, pero había pocas herramientas disponibles. Los soldados exploraron las granjas y aldeas cercanas en busca de picos, palas y otras herramientas para realizar el atrincheramiento. Sin entrenamiento para la guerra estacionaria, las tropas se limitaron a cavar fosos poco profundos en la tierra. Al principio, estos solo servían para cubrirse de la observación enemiga y el fuego de artillería. Pronto, las trincheras se profundizaron hasta unos dos metros. Otras medidas de protección incluyeron el camuflaje y agujeros excavados en los muros de las trincheras, que luego se apuntalaron con madera.

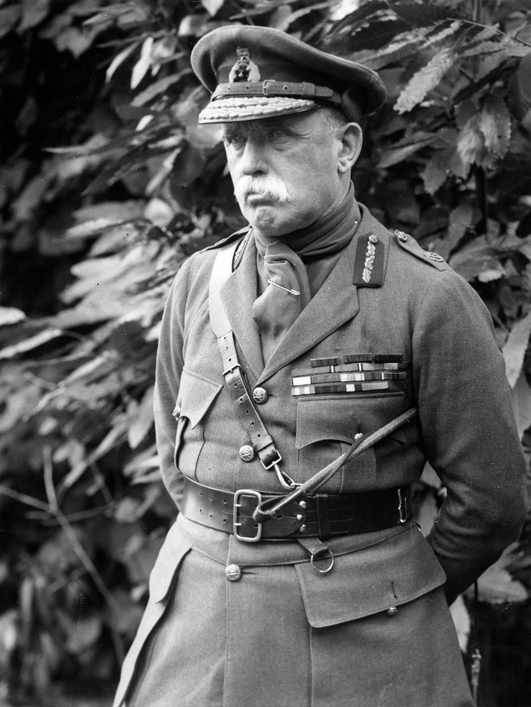
Sir John French

La guerra de trincheras también era nueva para los alemanes, cuyo entrenamiento y equipo estaban diseñados para una guerra móvil que se tenía pensado que se ganaría en seis semanas pero adaptaron rápidamente sus armas a la nueva situación. Los obuses de asedio ahora lanzaban proyectiles masivos contra las trincheras aliadas. El hábil uso de morteros de trinchera y granadas de mano y fusiles lanza granadas (utilizadas por primera vez contra las tropas británicas el 27 de septiembre) permitió a los alemanes infligir grandes pérdidas a las tropas aliadas, que no habían sido entrenadas ni equipadas con esos tipos de armas. Reflectores, bengalas y periscopios también formaban parte del equipo alemán, destinado a otros fines, pero utilizado en las trincheras.
La escasez de armas pesadas perjudicaba a los británicos. Solo sus cañones de 60 libras (cuatro por división) eran lo suficientemente potentes como para bombardear los emplazamientos enemigos desde la orilla sur del Aisne, y estos cañones eran inferiores a la artillería alemana en calibre, alcance y número. Cuatro baterías de artillería de 150 mm (6 pulgadas) (un total de dieciséis) fueron enviadas desde Inglaterra. Aunque no eran rival para los obuses alemanes de 200 mm (8 pulgadas), resultaron ser de cierta ayuda. La potencia de fuego defensiva se limitaba a fusiles y dos ametralladoras asignadas a cada batallón. Los regulares británicos eran excelentes tiradores, pero ni siquiera su precisión combinada podía competir con las ametralladoras y granadas alemanas.

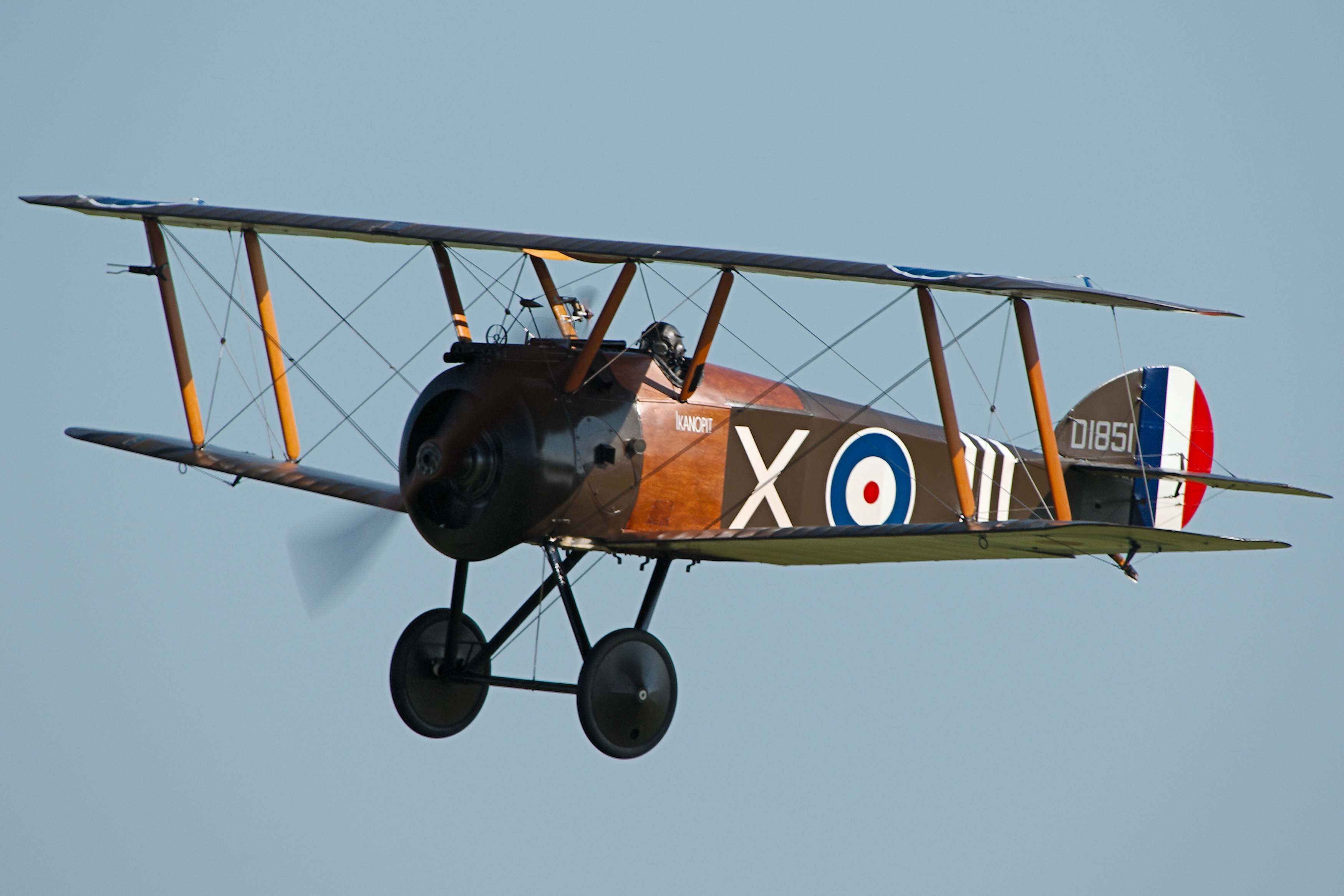
Biplano

Los británicos usaron aviones como reconocimiento Aero para informar sobre los movimientos de enemigas tropas, aunque pocos contaban con radio. Los aviadores reconocieron la ventaja de observar el fuego de artillería. El 24 de septiembre, los tenientes B.T. James y D.S. Lewis detectaron tres baterías de cañones enemigos bien ocultas que infligían daños considerables a las posiciones británicas. Informaron por radio la ubicación de las baterías y luego volaron en un amplio círculo, esperando detectar los proyectiles explosivos de los propios artilleros. El fuego antiaéreo fue esporádico e impreciso. El ejército alemán utilizó únicamente proyectiles de percusión, que, según fuentes canadienses, "Ninguno de cada cientos alcanzó su objetivo aéreo, y con frecuencia caían a tierra en algún punto de las líneas británicas y allí estallaban".

## La carrera hacia el mar

Trinchera Británica

Durante tres semanas, tras el inesperado desarrollo de la guerra de trincheras, ambos bandos abandonaron los ataques frontales y comenzaron a intentar rodear mutuamente su flanco norte. Este período se conoce como la "Carrera hacia el Mar". Mientras los alemanes apuntaban al flanco izquierdo aliado, estos buscaban el ala derecha alemana. El frente occidental se convirtió así en un sistema continuo de trincheras de más de 640 km. Desde la ciudad belga de Nieuwpoort, junto al canal de la mancha, las líneas de trincheras se extendían hacia el sur durante muchos kilómetros, girando al sureste en Noyon, pasando por Reims, Verdún, Saint-Mihiel y Nancy; luego, cortando de nuevo hacia el sur hasta la frontera norte de Suiza, a 32 km al este de Belfort.